# デヴィッド・ドーフマン
デヴィッド・ドーフマン（David Benjamin Dorfman, 1993年2月7日 - ）は、アメリカ合衆国の俳優、元子役。
ロサンゼルス生まれ。6歳でデビュー。『ザ・リング』や『テキサス・チェーンソー』で知られる。
13歳でUCLAに入学、総代として卒業したのち、18歳でハーバード・ロー・スクールに入学した。

## 主な出演作品
- ギャラクシー・クエスト Galaxy Quest (1999) クレジットなし
- パニック/脳壊 Panic (2000)
- 偶然の恋人 Bounce (2000)
- ザ・リング The Ring (2002)
- 歌う大捜査線 The Singing Detective (2003)
- テキサス・チェーンソー The Texas Chainsaw Massacre (2003)
- ザ・リング2 The Ring Two (2005)
- Mr.ボディガード/学園生活は命がけ! Drillbit Taylor (2008)